# Llista d'asteroides/180401-180500
| Nom      | Designació provisional | Data de descobriment | Lloc de descobriment | Descobridor/s  |
| -------- | ---------------------- | -------------------- | -------------------- | -------------- |
| 180401 - | 2004 BT19              | 17 de gener de 2004  | Palomar              | NEAT           |
| 180402 - | 2004 BR20              | 16 de gener de 2004  | Kitt Peak            | Spacewatch     |
| 180403 - | 2004 BC24              | 19 de gener de 2004  | Anderson Mesa        | LONEOS         |
| 180404 - | 2004 BT27              | 18 de gener de 2004  | Palomar              | NEAT           |
| 180405 - | 2004 BG28              | 18 de gener de 2004  | Palomar              | NEAT           |
| 180406 - | 2004 BJ29              | 18 de gener de 2004  | Palomar              | NEAT           |
| 180407 - | 2004 BA32              | 19 de gener de 2004  | Kitt Peak            | Spacewatch     |
| 180408 - | 2004 BV36              | 19 de gener de 2004  | Kitt Peak            | Spacewatch     |
| 180409 - | 2004 BX37              | 19 de gener de 2004  | Catalina             | CSS            |
| 180410 - | 2004 BT42              | 19 de gener de 2004  | Catalina             | CSS            |
| 180411 - | 2004 BY43              | 22 de gener de 2004  | Socorro              | LINEAR         |
| 180412 - | 2004 BY44              | 22 de gener de 2004  | Socorro              | LINEAR         |
| 180413 - | 2004 BO46              | 21 de gener de 2004  | Socorro              | LINEAR         |
| 180414 - | 2004 BR46              | 21 de gener de 2004  | Socorro              | LINEAR         |
| 180415 - | 2004 BZ46              | 21 de gener de 2004  | Socorro              | LINEAR         |
| 180416 - | 2004 BT50              | 21 de gener de 2004  | Socorro              | LINEAR         |
| 180417 - | 2004 BH56              | 23 de gener de 2004  | Anderson Mesa        | LONEOS         |
| 180418 - | 2004 BW57              | 23 de gener de 2004  | Anderson Mesa        | LONEOS         |
| 180419 - | 2004 BO70              | 22 de gener de 2004  | Socorro              | LINEAR         |
| 180420 - | 2004 BZ72              | 24 de gener de 2004  | Socorro              | LINEAR         |
| 180421 - | 2004 BT73              | 24 de gener de 2004  | Socorro              | LINEAR         |
| 180422 - | 2004 BO75              | 23 de gener de 2004  | Anderson Mesa        | LONEOS         |
| 180423 - | 2004 BQ75              | 23 de gener de 2004  | Socorro              | LINEAR         |
| 180424 - | 2004 BJ78              | 22 de gener de 2004  | Socorro              | LINEAR         |
| 180425 - | 2004 BL78              | 22 de gener de 2004  | Socorro              | LINEAR         |
| 180426 - | 2004 BK81              | 26 de gener de 2004  | Anderson Mesa        | LONEOS         |
| 180427 - | 2004 BQ82              | 23 de gener de 2004  | Socorro              | LINEAR         |
| 180428 - | 2004 BR83              | 23 de gener de 2004  | Socorro              | LINEAR         |
| 180429 - | 2004 BY84              | 27 de gener de 2004  | Socorro              | LINEAR         |
| 180430 - | 2004 BF93              | 27 de gener de 2004  | Anderson Mesa        | LONEOS         |
| 180431 - | 2004 BR96              | 24 de gener de 2004  | Socorro              | LINEAR         |
| 180432 - | 2004 BB97              | 24 de gener de 2004  | Socorro              | LINEAR         |
| 180433 - | 2004 BD99              | 27 de gener de 2004  | Kitt Peak            | Spacewatch     |
| 180434 - | 2004 BV101             | 29 de gener de 2004  | Socorro              | LINEAR         |
| 180435 - | 2004 BD104             | 23 de gener de 2004  | Socorro              | LINEAR         |
| 180436 - | 2004 BA106             | 26 de gener de 2004  | Anderson Mesa        | LONEOS         |
| 180437 - | 2004 BJ106             | 26 de gener de 2004  | Anderson Mesa        | LONEOS         |
| 180438 - | 2004 BY106             | 27 de gener de 2004  | Kitt Peak            | Spacewatch     |
| 180439 - | 2004 BN107             | 28 de gener de 2004  | Catalina             | CSS            |
| 180440 - | 2004 BQ107             | 28 de gener de 2004  | Catalina             | CSS            |
| 180441 - | 2004 BA109             | 28 de gener de 2004  | Catalina             | CSS            |
| 180442 - | 2004 BC109             | 28 de gener de 2004  | Kitt Peak            | Spacewatch     |
| 180443 - | 2004 BL113             | 28 de gener de 2004  | Socorro              | LINEAR         |
| 180444 - | 2004 BY113             | 29 de gener de 2004  | Socorro              | LINEAR         |
| 180445 - | 2004 BG116             | 26 de gener de 2004  | Anderson Mesa        | LONEOS         |
| 180446 - | 2004 BH116             | 26 de gener de 2004  | Anderson Mesa        | LONEOS         |
| 180447 - | 2004 BJ118             | 29 de gener de 2004  | Socorro              | LINEAR         |
| 180448 - | 2004 BQ124             | 16 de gener de 2004  | Palomar              | NEAT           |
| 180449 - | 2004 BG128             | 16 de gener de 2004  | Kitt Peak            | Spacewatch     |
| 180450 - | 2004 BK142             | 19 de gener de 2004  | Socorro              | LINEAR         |
| 180451 - | 2004 BR146             | 22 de gener de 2004  | Socorro              | LINEAR         |
| 180452 - | 2004 BB148             | 16 de gener de 2004  | Kitt Peak            | Spacewatch     |
| 180453 - | 2004 BR149             | 16 de gener de 2004  | Kitt Peak            | Spacewatch     |
| 180454 - | 2004 BH150             | 17 de gener de 2004  | Palomar              | NEAT           |
| 180455 - | 2004 BZ162             | 17 de gener de 2004  | Kitt Peak            | Spacewatch     |
| 180456 - | 2004 CN                | 3 de febrer de 2004  | Socorro              | LINEAR         |
| 180457 - | 2004 CQ2               | 12 de febrer de 2004 | Desert Eagle         | W. K. Y. Yeung |
| 180458 - | 2004 CJ4               | 10 de febrer de 2004 | Palomar              | NEAT           |
| 180459 - | 2004 CY5               | 10 de febrer de 2004 | Palomar              | NEAT           |
| 180460 - | 2004 CD13              | 11 de febrer de 2004 | Palomar              | NEAT           |
| 180461 - | 2004 CB17              | 11 de febrer de 2004 | Kitt Peak            | Spacewatch     |
| 180462 - | 2004 CV17              | 10 de febrer de 2004 | Palomar              | NEAT           |
| 180463 - | 2004 CQ18              | 10 de febrer de 2004 | Palomar              | NEAT           |
| 180464 - | 2004 CZ21              | 11 de febrer de 2004 | Palomar              | NEAT           |
| 180465 - | 2004 CT26              | 11 de febrer de 2004 | Catalina             | CSS            |
| 180466 - | 2004 CW26              | 11 de febrer de 2004 | Palomar              | NEAT           |
| 180467 - | 2004 CC27              | 11 de febrer de 2004 | Palomar              | NEAT           |
| 180468 - | 2004 CS27              | 12 de febrer de 2004 | Kitt Peak            | Spacewatch     |
| 180469 - | 2004 CV36              | 12 de febrer de 2004 | Desert Eagle         | W. K. Y. Yeung |
| 180470 - | 2004 CH40              | 11 de febrer de 2004 | Catalina             | CSS            |
| 180471 - | 2004 CH43              | 12 de febrer de 2004 | Kitt Peak            | Spacewatch     |
| 180472 - | 2004 CN46              | 13 de febrer de 2004 | Kitt Peak            | Spacewatch     |
| 180473 - | 2004 CG51              | 13 de febrer de 2004 | Desert Eagle         | W. K. Y. Yeung |
| 180474 - | 2004 CU52              | 10 de febrer de 2004 | Catalina             | CSS            |
| 180475 - | 2004 CX52              | 10 de febrer de 2004 | Catalina             | CSS            |
| 180476 - | 2004 CG54              | 11 de febrer de 2004 | Kitt Peak            | Spacewatch     |
| 180477 - | 2004 CF56              | 14 de febrer de 2004 | Haleakala            | NEAT           |
| 180478 - | 2004 CQ61              | 11 de febrer de 2004 | Kitt Peak            | Spacewatch     |
| 180479 - | 2004 CB63              | 12 de febrer de 2004 | Palomar              | NEAT           |
| 180480 - | 2004 CU67              | 10 de febrer de 2004 | Catalina             | CSS            |
| 180481 - | 2004 CE68              | 11 de febrer de 2004 | Kitt Peak            | Spacewatch     |
| 180482 - | 2004 CO69              | 11 de febrer de 2004 | Palomar              | NEAT           |
| 180483 - | 2004 CP69              | 11 de febrer de 2004 | Palomar              | NEAT           |
| 180484 - | 2004 CJ71              | 13 de febrer de 2004 | Kitt Peak            | Spacewatch     |
| 180485 - | 2004 CP72              | 13 de febrer de 2004 | Kitt Peak            | Spacewatch     |
| 180486 - | 2004 CO73              | 14 de febrer de 2004 | Haleakala            | NEAT           |
| 180487 - | 2004 CW75              | 11 de febrer de 2004 | Kitt Peak            | Spacewatch     |
| 180488 - | 2004 CK76              | 11 de febrer de 2004 | Palomar              | NEAT           |
| 180489 - | 2004 CJ78              | 11 de febrer de 2004 | Palomar              | NEAT           |
| 180490 - | 2004 CM78              | 11 de febrer de 2004 | Palomar              | NEAT           |
| 180491 - | 2004 CM79              | 11 de febrer de 2004 | Palomar              | NEAT           |
| 180492 - | 2004 CX79              | 11 de febrer de 2004 | Palomar              | NEAT           |
| 180493 - | 2004 CK81              | 12 de febrer de 2004 | Kitt Peak            | Spacewatch     |
| 180494 - | 2004 CP82              | 12 de febrer de 2004 | Kitt Peak            | Spacewatch     |
| 180495 - | 2004 CL84              | 13 de febrer de 2004 | Kitt Peak            | Spacewatch     |
| 180496 - | 2004 CQ84              | 13 de febrer de 2004 | Kitt Peak            | Spacewatch     |
| 180497 - | 2004 CT86              | 15 de febrer de 2004 | Palomar              | NEAT           |
| 180498 - | 2004 CC90              | 12 de febrer de 2004 | Kitt Peak            | Spacewatch     |
| 180499 - | 2004 CM90              | 12 de febrer de 2004 | Palomar              | NEAT           |
| 180500 - | 2004 CT91              | 13 de febrer de 2004 | Palomar              | NEAT           |